# 牧場荒し
『牧場荒し』（ぼくじょうあらし、The Redhead from Wyoming）とは、1953年に公開されたアメリカ合衆国のテクニカラー西部劇映画。監督はリー・ショレム、製作はレナード・ゴールドスタイン。原案・脚本は女性脚本家のポリー・ジェームズ。牛をめぐる争いに巻き込まれるヒロインをモーリン・オハラが演じる。

## あらすじ
ワイオミング準州では、新しくやってきた入植者と古くからの牧場主たちとの間で牛戦争が起きていた。焼印のない牛（マーベリック）に焼印をつけて自分たちのものとする入植者に対して、牧場主たちは焼印のない牛も自分たちのものと主張し、勝手に焼印をつけて販売したものは処罰するという「マーベリック法」を制定した。
スイートウォーターという小さな町でも牧場主ダンカンと入植者たちの間で対立が続いていた。保安官のスタン・ブレインは家族を失ったリンカーン郡戦争の二の舞にならないかとこの状況を憂いていた。一方で、この対立を利用しようという男がいた。ペテン師のエイベレルだ。エイベレルは酒場の女主人として雇った女性ケイトを牛のバイヤーにして、入植者から牛を買取りだす。
エイベレルの入れ知恵でケイトの焼印（ブランド）は「K-M」に決まった。この焼印をダンカンの焼印に重ねて押すとすべて「K-M」になる仕掛けだった。
ダンカンと入植者の対立は激化し、知らないとはいえ違法行為に加担したケイトの立場も危うくなる。しかし、それこそがエイベレルの狙いだった。この混乱に乗じて町を乗っ取ろうとしていたのだ。
それを知ったスタンはケイトやダンカンと大芝居を打つ。ダンカンと入植者たちに嘘の戦争をさせたのだ。そうとは知らず無法者を引き連れてやってきたエイブレルは射たれて死ぬ。

## キャスト
- ケイト・マックスウェル：モーリン・オハラ
- スタン・ブレイン：アレックス・ニコル（英語版）
- ジム・エイベレル：ウィリアム・ビショップ
- ナックルズ：ロバート・ストラウス（英語版）
- リース・ダンカン：アレクサンダー・スコービー
- ハル・ジェサップ：グレッグ・パーマー
- サンディ：ジャック・ケリー（英語版）
- マイラ：ジーン・クーパー
- マット・ジェサップ：デニス・ウィーバー
- チェシー・ジョーンズ：ステイシー・ハリス